# Capacete M87
O M87 é um capacete de combate de origem sul-africana fabricado pela South African Pith Helmet Industries (S. A. P. H. I) de Rosslyn. O M87 de kevlar substituiu o M63 de aço durante o final da década de 1980, e teve uma grande utilização durante a Guerra de Fronteira da África do Sul, que ocorreu entre 1966 a 1989, no sudoeste da África (Namíbia) e Angola. Atualmente é o capacete de combate padrão em uso pela Força Nacional de Defesa da África do Sul.